# 安杰洛·科隆博
安杰洛·科隆博（義大利語：Angelo Colombo，1961年2月24日—），意大利男子足球运动员，司职中场。他曾代表意大利国奥队参加1988年夏季奥林匹克运动会足球比赛，获得第四名。